# 제5차 요시다 내각
제5차 요시다 내각(일본어: 第5次吉田内閣)은  요시다 시게루가 제51대 내각총리대신으로 임명되어, 1953년 5월 21일부터 1954년 12월 10일까지 존재한 일본의 내각이다.

## 재직 기간
- 1953년(쇼와 28년) 5월 21일 ~ 1954년(쇼와 29년) 12월 10일
- 재직 일수 : 569일

## 개요
1953년 2월 28일에 요시다 시게루 총리가 중의원 예산 위원회에 대한 실언(이른바 ‘바보 발언’)을 계기로 같은해 3월 14일 중의원에서 내각 불신임안이 상정되어 요시다 총리는 즉시 중의원을 해산했다(일명 바카야로 해산). 같은해 4월 19일에 실시된 제26회 중의원 의원 총선거에서 자유당은 제1당의 자리를 확보했지만 과반수가 34의석을 밑도는 199의석으로 끝났다.
그러나 요시다가 이끄는 자유당은 하토야마의 자유당, 개진당, 우파 사회당, 좌파 사회당 등 야당 4당파의 보조를 맞추어 혼란을 교묘하게 붙고 오아사 다다오 등 개진당 보수 연계파를 확보해 나가며 내각총리대신 지명투표를 결선투표에 가져오면서 이를 그대로 실현시켰다. 요시다는 시게미쓰 마모루 개진당 총재와의 당수 회담을 가지면서 개진당을 각외 협력에 경사시키는 것에 성공했다. 그리고 같은해인 5월 20일에 내각이 조성됐고 다음날인 5월 21일에 인증식을 거쳐 성립한 것이 ‘제5차 요시다 내각’이다. 이 내각은 소수 여당 정권이었지만 사실상 각외 협력에 자세를 취하는 개진당, 같은 보수 성향인 하토야마 자유당의 협력을 얻어 파업 규제법안, 공제연금법안 등 1953년도의 예산을 성립시켰다.
이듬해 1954년에는 보전 경제회 사건을 계기로 조선 의옥이 부상했다. 검찰청은 일련의 수사 과정에서 정부에 대해 뇌물수수죄의 혐의를 내보이고 여당인 자유당 간사장 사토 에이사쿠의 체포 허용 청구 수속을 맡아달라고 요구했다. 이 움직임에 대해 요시다 총리는 이누카이 다케루 법무대신에게 검찰청법 14조에 근거하는 지휘권 발동을 하도록 지시했다. 이에 이누카이 법무대신은 같은 해 4월 21일, 사토 도스케 검사총장에게 사토 간사장의 체포를 중단하고 임의 수사 및 재택 기소로 전환하도록 지휘했다. 법무대신에 의한 검사총장에의 지휘권 발동은 이것이 전후 최초의 사례이며 표면화한 형사사건의 수사에 정치적 압력이 더해지는 초유의 사태가 발생했다. 이 지휘권 발동에 대한 여론과 야당의 반발은 격화되면서 다음날에 이누카이는 법무대신 자리에서 물러났고 그 후 법무대신에 의한 지휘권 발동은 이뤄지지 않았다.
1954년 9월 26일, 조선의옥에 의한 정국 불안이 계속되고 있는 와중에 요시다 총리는 캐나다, 프랑스, 서독, 이탈리아, 바티칸, 영국, 미국 등의 7개국을 순방하러 나갔다. 그 전에 미키 부키치의 운동에 의한 반(反)요시다파가 결집하면서 하토야마 이치로를 총재로 하는 일본민주당이 결성됐다. 야당은 요시다 내각의 불신임안을 제출하는 움직임이 나오자 요시다는 시종 강경한 자세를 보였지만 오가타 다케토라, 마쓰노 쓰루헤이, 그리고 간사장인 이케다 하야토의 설득을 받아들이는 형태로 내각은 총사직했다.

## 각료
- 내각총리대신 - 요시다 시게루
- 국무대신(부총리) - 오가타 다케토라
- 법무대신 - 이누카이 다케루 / 가토 료고로(1954년 4월 2일 ~ ) / 오하라 나오시(1954년 6월 19일 ~ )
- 외무대신 - 오카자키 가쓰오
- 대장대신 - 오가사와라 산쿠로
- 문부대신 - 오다치 시게오(참의원 의원)
- 후생대신 - 야마가타 가쓰미 / 구사바 류엔(1954년 1월 9일 ~ )
- 농림대신 - 우치다 노부야 / 호리 시게루(1953년 6월 22일 ~ )
- 통상산업대신 - 오카노 기요히데 / 아이치 기이치(1954년 1월 9일 ~ )
- 운수대신 - 이시이 미쓰지로
- 우정대신 - 쓰카다 도이치로
- 노동대신 - 고사카 젠타로
- 건설대신 - 도쓰카 구이치로 / 오자와 사에키(1954년 6월 16일 ~ )
- 보안청 장관(1954년 7월 1일 폐지) - 기무라 도쿠타로
- 방위청 장관(1954년 7월 1일 설치) - 기무라 도쿠타로
- 경제심의청 장관 - 오카노 기요히데(겸무) / 아이치 기이치(겸무, 1954년 1월 9일 ~ )
- 행정관리청 장관 - 쓰카다 도이치로(겸무)
- 자치청 장관 - 쓰카다 도이치로(겸무)
- 국가공안위원회 위원장(1954년 7월 1일 설치) - 고사카 젠타로(겸무) / 오하라 나오시(겸무, 1954년 10월 1일 ~ )
- 홋카이도 개발청 장관 - 도쓰카 구이치로(겸무) / 오노 반보쿠(1954년 1월 14일 ~ ) / 오가타 다케토라(겸무, 1954년 7월 27일 ~ )
- 국무대신 - 안도 마사즈미( ~ 1954년 11월 24일)
- 국무대신 - 오노 반보쿠( ~ 1954년 1월 14일)
- 국무대신 - 오노기 히데지로(1954년 1월 9일 ~ 1954년 4월 22일) / 가토 료고로(1954년 6월 19일)
- 내각관방장관 - 후쿠나가 겐지(국무대신 겸무, 1954년 9월 24일 ~ )
  - 법제국 장관 - 사토 다쓰오
  - 내각관방부장관 - 에구치 미토루( ~ 1954년 6월 30일) / 다니구치 유타카(1954년 8월 24일 ~ )
  - 내각관방부장관 - 다나카 후와조

## 정무 차관
1953년 5월 25일 임명.
- 법무 정무 차관

미우라 도라노스케( ~ 1954년 8월 4일)
하세야마 고키(1954년 8월 4일 ~ )
- 외무 정무 차관

고다키 아키라( ~ 1954년 8월 4일)
아키야마 슌이치로(1954년 8월 4일 ~ )
- 대장 정무 차관

아이치 기이치(1953년 5월 21일 ~ 1954년 1월 9일)
우에키 고시로(1954년 1월 9일 ~ 8월 4일)
야마모토 요네지(1954년 8월 4일 ~ )
- 문부 정무 차관

후쿠이 이사무( ~ 1954년 8월 4일)
아카기 무네노리(1954년 8월 4일 ~ 11월 24일)
아마노 기미요시(1954년 11월 26일 ~ )
- 후생 정무 차관

나카야마 마사( ~ 1954년 8월 4일)
아사카 다다오(1954년 8월 4일 ~ )
- 농림 정무 차관

시노다 고사쿠(1953년 5월 21일 ~ 11월 13일)
히라노 사부로(1953년 12월 1일 ~ 1954년 9월 1일)
하타 부시로(1954년 9월 1일 ~ )
- 농림 정무 차관

고이케 신조( ~ 1954년 8월 4일)
가토 소헤이(1954년 8월 4일 ~ )
- 운수 정무 차관

니시무라 에이이치( ~ 1954년 8월 4일)
오카다 신지(1954년 8월 4일 ~ )
- 우정 정무 차관

이이즈카 사다스케( ~ 1954년 8월 4일)
마쓰이 도요키치(1954년 8월 4일 ~ )
- 노동 정무 차관

야스이 겐( ~ 1954년 8월 4일)
사사키 모리오(1954년 8월 4일 ~ )
- 건설 정무 차관

미나미 요시오( ~ 1954년 8월 4일)
아라후네 세이주로(1954년 8월 4일 ~ )
- 보안 정무 차관

마에다 마사오( ~ 1954년 7월 1일)
- 방위 정무 차관

마에다 마사오(1954년 7월 1일 ~ 8월 4일)
에토 나쓰오(1954년 8월 4일 ~ )
- 경제 심의 정무 차관

후카미 로쿠로( ~ 1954년 8월 4일)
모리타 도요히사(1954년 8월 4일 ~ )
- 행정 관리 정무 차관

기쿠치 요시로( ~ 1954년 8월 4일)
나카가와 후사지로(1954년 8월 4일 ~ )
- 자치 정무 차관

아오키 마사시( ~ 1954년 8월 4일)
이시무라 고사쿠(1954년 8월 4일 ~ )
- 홋카이도 개발 정무 차관

다마키 신이치( ~ 1954년 8월 4일)
야마모토 쇼이치(1954년 8월 4일 ~ 11월 24일)
가와무라 젠하치로(1954년 11월 26일 ~ )

## 참고 문헌
- 하타 이쿠히코 편 《일본 관료제 종합 사전 : 1868 ~ 2000》(도쿄 대학 출판회, 2001년)